# Wynn Handman
Wynn Handman (Nueva York, 19 de mayo de 1922-Ibid. 11 de abril de 2020) fue un productor teatral y maestro de actuación estadounidense.
Fue conocido por dirigir y fundar, junto con Sidney Lanier y Michael Tolan, el teatro The American Place en 1963, y por haber sido maestro de una amplia variedad de célebres actores. Su papel en el teatro era el de buscar y formar nuevos talentos de escritura y actuación, y producir nuevas obras de teatro de dramaturgos estadounidenses.
Entre sus alumnos más célebres destacaron nombres como el de Robert De Niro, Richard Gere, Michael Douglas, Dustin Hoffman, Mia Farrow, Christopher Walken, Alec Baldwin, Denzel Washington y Raúl Juliá.

## Biografía

### Inicios
Handman creció en el vecindario de Inwood en el Alto Manhattan. Estudió actuación en la Escuela de Teatro The Neighborhood Playhouse School en la ciudad de Nueva York.

### Carrera
Junto con los actores y productores Sidney Lanier y Michael Tolan, fundó en 1963 el Teatro The American Place, uno de los espacios teatrales más importantes de la ciudad de Nueva York. Handman cumplió una importante labor en el reconocimiento de muchos de los mejores dramaturgos de Estados Unidos, incluyendo a Sam Shepard, Steve Tesich y William Alfred, entre otros. Importantes escritores e intérpretes recibieron reconocimiento inicial a través de su trabajo en The American Place Theatre, incluyendo a Eric Bogosian por Drinking in America, John Leguizamo por Mambo Mouth, Aasif Mandvi por Sakina's Restaurant y Bill Irwin por The Regard of Flight, entre otros.
Un notable maestro de actuación por cerca de 50 años, Handamn tuvo la posibilidad de formar a destacados actores como Alec Baldwin, James Caan, Chris Cooper, Michael Douglas, Mia Farrow, Christopher George, Richard Gere, Joel Grey, Allison Janney, Raúl Juliá, Frank Langella, John Leguizamo, Susan Lucci, Donna Mills, Mira Sorvino, Christopher Walken, Denzel Washington, Robert DeNiro, Dustin Hoffman y Joanne Woodward.

## Legado
Su vida y obra son revisadas en el documental de Netflix El legado de un lunático, dirigido por Billy Lyons y estrenado en octubre de 2019.

## Vida personal
Handman estuvo casado con la consultora política Bobbie Handman, quien falleció el 13 de noviembre de 2013. Su hija, Laura Handman, es la esposa del político Harold M. Ickes. Su otra hija, Liza Handman, es la vicepresidenta creativa de la empresa Drury Design Dynamics.[cita requerida]
Falleció a los noventa y siete años el 11 de abril de 2020 en su domicilio en Nueva York a causa de las complicaciones derivadas de la enfermedad COVID-19.